# Milk inside a bag of milk inside a bag of milk
『Milk inside a bag of milk inside a bag of milk』（ミルクインサイドアバッグオブミルクインサイドアバッグオブミルク）は、2020年にロシアのゲーム開発者ニキータ・クリュコフによって開発された、ホラービジュアルノベルゲーム。このゲームは、牛乳を買うために近くの食料品店を訪れた、重度のトラウマと精神病に悩まされている無名の女性主人公を中心としている。プレイヤーは、彼女の頭の中の声としてプレイする。
このゲームは、2020年8月26日にMissing CalmによってSteamに公開された。2022年11月11日に、ゲームとその続編がForever EntertainmentによってNintendo Switchに移植された。

## 反応
IGN Japanの藤田幸平は、このゲームを個人的なGOTYの八番目に挙げた。
にゃるらは、本作は他とは違うゲームと感じたと述べ、特にビジュアルはロシアのイメージである赤と黒を大胆に使っており、これは日本ではできないと述べている。